# フエルテア目
|  | アムボレラ目 スイレン目 アウストロバイレヤ目 センリョウ目 カネラ目 コショウ目 クスノキ目 モクレン目 ショウブ目 オモダカ目 ヤマノイモ目 タコノキ目 ユリ目 キジカクシ目 ダシポゴン科 ヤシ目 イネ目 ツユクサ目 ショウガ目 マツモ目 キンポウゲ目 アワブキ科 ヤマモガシ目 ツゲ目 ヤマグルマ目 グンネラ目 ハマビシ目 ニシキギ目 キントラノオ目 カタバミ目 マメ目 バラ目 ウリ目 ブナ目 フウロソウ目 フトモモ目 クロッソソマ目 ムクロジ目 フエルテア目 アブラナ目 アオイ目 ブドウ目 ユキノシタ目 ビワモドキ科 ベルベリドプシス目 ビャクダン目 ナデシコ目 ミズキ目 ツツジ目 ガリア目 リンドウ目 シソ目 ナス目 モチノキ目 セリ目 キク目 マツムシソウ目 |

フエルテア目（フエルテアもく、Huerteales）はAPG植物分類体系で設定された被子植物の目の一つである。
APG III(2009)における大規模な双子葉類グループを構成するバラ類(rosids)の17目の一つであり、 また、バラ類の中でもアオイ類(Malviids)に分類される。
APG III(2009)ではアオイ類は広義の範囲で8つの目、より狭義の範囲では4つの目で構成されるがどちらの範囲でもフエルテア目は含まれる。フエルテア目は4つの小規模な科のペテナエア科(Petenaeaceae)、ゲラルディナ科 (Gerrardinaceae)、タピスキア科(Tapisciaceae)とディペントドン科 (Dipentodontaceae)を下位分類として含んでいる。
ペテナエア科(Petenaeaceae)は単型科で、メキシコ、グアテマラおよびベリーズ南部に分布するPetenaea cordataのみが属する。ゲラルディナ科にはゲラルディナ属(Gerrardina)のみが属する。タピスキア科(Tapisciaceae)はタピスキア属(Tapiscia)とフエルテア属(Huertea)の2属を持つ。2006年までディペントドン科(Dipentodontaceae)はディペントドン属(Dipentodon) のみを含むとされていた。2008年にディペントドン科の正式な修正内容が公表される前から、何人かの研究者はディペントドン科にペロッテティア属(Perrottetia)もディペントドン科に含めていた。したがって、フエルテア目は5つの属から成り、その中で最大のペロッテティア属はフエルテア目のおおよそ25種のうち15種が含まれる。
フエルテア目は、熱帯または暖かい温帯地方で発見された低小木で構成される。ペロッテティア属の花は詳しく研究されたが、しかしながらフエルテア目の5つの属すべてについてあまり知られていない。フエルテア目の関係性は21世紀になってDNA塩基配列の分子の系統発生解析によって解明された。

## 特徴
フエルテア目は全て木本植物である。葉は互生で鋸歯がある。花は集散花序であるが、時にはほぼ総状花序、または散形花序となる。がく、花冠と雄しべの付け根は場合によっては非常に短く、花托筒を形成するように融合している。少なくとも上部に単胞性の子房をもち、心皮ごとに1つあるいは2つの胚珠をもつ。心皮の数は不定である。
他の特徴は、フエルテア目として一般に見られるが、例外を下記に記す。
ゲラルディナ属は雄しべの位置が、がく片の向こうにある代わりに花弁の向こうにある点が、他のフエルテラ目とは異なっている。ディペントドン属とペロッテティア属は、がくと花冠があまり分化していないという点で独特であるが、互いに似ている。タピスキア属とフエルテア属は、単葉ではなく萼筒と複葉を持っている。タピスキア属は単一の胚珠と単胞性子房を持っている。フエルテア属は2つの胚珠を含んでいる1つの子房室、あるいは各々1つの胚珠を含んだ2つの子房室がある。ゲラルディナ属、ディペントドン属、およびペロッテティア属は、各子房に2つの胚珠を持っている。タピスキア属はフエルテラ目の特徴である冠状蜜腺を持っていない。フエルテア属は托葉を持っていない。

## 歴史
2009年までフエルテア目の5つの属は、互いに関連のない3つの科に分類されており、タピスキア属とフエルテア属は近縁であることが知られていた。ほとんどの研究者はムクロジ目(Sapindales)のミツバウツギ科(Staphyleaceae)に分類していた。アルメン・タハタジャンは、1987年にムクロジ目の中にタピスキア科を新しく作りタピスキア属とフエルテア属を配置したが、この分類には他の多くの学者たちの支持を得られず、そして系統学的な分析で立証することができなかった。
フエルテア目が置かれてから、ミツバウツギ科はタピスキア属とフエルテア属は含まないものとして、クロッソソマ目(Crossosomatales)の下位分類として再分類された。
20世紀の間、ゲラルディナ属とディペントドン属はイイギリ科(Flacourtiaceae)に分類されていた。従来のイイギリ科はAPG分類体系では、ヤナギ科(Salicaceae)に統合されている。
一方、ペロッテティア属は分類については、かなりの疑いをもたれていたがニシキギ科(Celastraceae)に置かれていた。
1911年にディペントドン属が名付けられてから、タピスキア属とフエルテア属との関連性が度々話題となっていた。2001年にアレクサンダー・ドウェルド(Alexander Doweld)はタピスキア属、フエルテア属とディペントドン属を含めたフエルテア目を新設した。この分類は後の分子分類学によって支持された。
2006年にDNA配列の研究によって、ペロッテティア属がディペントドン属との姉妹群であることがわかり、ニシキギ目への分類は間違いとされフエルテア目へと移された。
2006年頃にゲラルディナ属がアオイ類であることが見いだされたが、その中でどのグループに属するのかは定義されなかった。
2009年にアンドレアス・ウォルベルグ(Andreas Worberg)と共同研究者は、フエルテア目の全ての属を含む系統を明らかにした。そのデータからはフエルテア目の発生系統のほか、アオイ類に含まれる4つの目の関係性を導きだした。

## 系統
次に示す系統はウォルベルグ(Worberg)および共同研究者によって発見されたものの1つである。
なお単型の属は小種名で、目の名称は大文字で表記されている。
|  | ペテナエア属 Petenaea cordata |
|  |                               |
|  | ゲラルディナ属 Gerrardina     |
|  |                               |

|  | タピスキア属 Tapiscia sinensis |
|  |                                |
|  | フエルテア属 Huertea           |
|  |                                |

|  | ディペントドン属 Dipentodon sinicus |
|  |                                     |
|  | ペロッテティア属 Perrottetia        |
|  |                                     |

|  | タピスキア属 Tapiscia sinensis |
|  |                                |
|  | フエルテア属 Huertea           |
|  |                                |

|  | ディペントドン属 Dipentodon sinicus |
|  |                                     |
|  | ペロッテティア属 Perrottetia        |
|  |                                     |

|  | ペテナエア属 Petenaea cordata |
|  |                               |
|  | ゲラルディナ属 Gerrardina     |
|  |                               |

|  | タピスキア属 Tapiscia sinensis |
|  |                                |
|  | フエルテア属 Huertea           |
|  |                                |

|  | ディペントドン属 Dipentodon sinicus |
|  |                                     |
|  | ペロッテティア属 Perrottetia        |
|  |                                     |

|  | タピスキア属 Tapiscia sinensis |
|  |                                |
|  | フエルテア属 Huertea           |
|  |                                |

|  | ディペントドン属 Dipentodon sinicus |
|  |                                     |
|  | ペロッテティア属 Perrottetia        |
|  |                                     |

|  | アブラナ目 BRASSICALES |
|  |                        |
|  | アオイ目 MALVALES      |
|  |                        |

|  | ペテナエア属 Petenaea cordata |
|  |                               |
|  | ゲラルディナ属 Gerrardina     |
|  |                               |

|  | タピスキア属 Tapiscia sinensis |
|  |                                |
|  | フエルテア属 Huertea           |
|  |                                |

|  | ディペントドン属 Dipentodon sinicus |
|  |                                     |
|  | ペロッテティア属 Perrottetia        |
|  |                                     |

|  | タピスキア属 Tapiscia sinensis |
|  |                                |
|  | フエルテア属 Huertea           |
|  |                                |

|  | ディペントドン属 Dipentodon sinicus |
|  |                                     |
|  | ペロッテティア属 Perrottetia        |
|  |                                     |

|  | ペテナエア属 Petenaea cordata |
|  |                               |
|  | ゲラルディナ属 Gerrardina     |
|  |                               |

|  | タピスキア属 Tapiscia sinensis |
|  |                                |
|  | フエルテア属 Huertea           |
|  |                                |

|  | ディペントドン属 Dipentodon sinicus |
|  |                                     |
|  | ペロッテティア属 Perrottetia        |
|  |                                     |

|  | タピスキア属 Tapiscia sinensis |
|  |                                |
|  | フエルテア属 Huertea           |
|  |                                |

|  | ディペントドン属 Dipentodon sinicus |
|  |                                     |
|  | ペロッテティア属 Perrottetia        |
|  |                                     |

|  | アブラナ目 BRASSICALES |
|  |                        |
|  | アオイ目 MALVALES      |
|  |                        |